# Galatasaray Spor Kulübü 2000-2001
Questa voce raccoglie le informazioni riguardanti il Galatasaray Spor Kulübü nelle competizioni ufficiali della stagione 2000-2001.

## Avvenimenti
La squadra rimane senza l'Imperatore Fatih Terim, che lascia l'incarico di manager a Mircea Lucescu con Yasin Özdenak come vice. In seguito all'abolizione della Coppa delle Coppe, il Galatasaray è la prima squadra vincitrice della Coppa UEFA a giocare la Supercoppa europea. Il 25 agosto allo Stadio Louis II di Monaco c'è di fronte il Real Madrid e i turchi, senza più  la bandiera Hakan Şükür ma con il funambolico brasiliano Mario Jardel, passano in vantaggio proprio con il neoacquisto al 41' su rigore. Sembra fatta, ma al 79', ancora su rigore, le merengues pareggiano con il capitano Raúl. Si va così ai tempi supplementari dove al 102' ancora Jardel realizza il golden goal che affonda il Real e regala ai Cimbom il quarto trionfo di una stagione da incorniciare.
Per il resto il Galatasaray arriva secondo in campionato dietro al Fenerbahçe, la stessa squadra che esclude i Leoni nella semifinale della coppa nazionale: il Galatasaray elimina Vanspor, Adanaspor e Trabzonspor ma perde ai rigori coi rivali dopo esser passato subito in vantaggio nei primi minuti e rimontando nel finale lo svantaggio da 3-1 fino al 4-4.
In Europa la società di Istanbul continua a vincere: estromette subito il San Gallo (3-4) approdando alla prima fase a gironi. Viene poi inserita nel quarto raggruppamento, che comprende anche Sturm Graz, Rangers e Monaco e termina seconda dietro agli austriaci. Nella seconda fase a gironi il club turco incontra Deportivo La Coruña, Milan e Paris Saint-Germain ed accede ai quarti assieme agli spagnoli. L’avventura in Champions League si conclude però qui: i giallorossi sconfiggono il Real Madrid 3-2 a Istanbul ma perdono 0-3 a Madrid.

## Organico 2000-2001

### Rosa
| N. |                    | Ruolo | Calciatore       |
| -- | ------------------ | ----- | ---------------- |
| 1  | Brasile (bandiera) | P     | Cláudio Taffarel |
| 2  | Turchia (bandiera) | D     | Vedat İnceefe    |
| 3  | Turchia (bandiera) | D     | Bülent Korkmaz   |
| 4  | Romania (bandiera) | D     | Gheorghe Popescu |
| 5  | Turchia (bandiera) | C     | Emre Belözoğlu   |
| 6  | Turchia (bandiera) | D     | Ahmet Yıldırım   |
| 7  | Turchia (bandiera) | C     | Okan Buruk       |
| 8  | Turchia (bandiera) | C     | Suat Kaya        |
| 9  | Brasile (bandiera) | A     | Jardel           |
| 10 | Romania (bandiera) | C     | Gheorghe Hagi    |
| 11 | Turchia (bandiera) | C     | Hasan Şaş        |
| 14 | Turchia (bandiera) | D     | Fatih Akyel      |
| 16 | Turchia (bandiera) | P     | Kerem Inan       |
| 20 | Turchia (bandiera) | A     | Serkan Aykut     |

| N. |                      | Ruolo | Calciatore       |
| -- | -------------------- | ----- | ---------------- |
| 21 | Turchia (bandiera)   | C     | Faruk Atalay     |
| 22 | Turchia (bandiera)   | C     | Ümit Davala      |
| 26 | Brasile (bandiera)   | D     | Emre Aşık        |
| 28 | Turchia (bandiera)   | C     | Bülent Akin      |
| 30 | Turchia (bandiera)   | P     | Mehmet Bölükbasi |
| 33 | Turchia (bandiera)   | A     | Arif Erdem       |
| 35 | Brasile (bandiera)   | D     | Capone           |
| 36 | Brasile (bandiera)   | A     | Márcio Mixirica  |
| 39 | Australia (bandiera) | C     | Ufuk Talay       |
| 40 | Turchia (bandiera)   | C     | Sedat Yesilkaya  |
| 57 | Turchia (bandiera)   | D     | Hakan Ünsal      |
| 67 | Turchia (bandiera)   | C     | Ergün Penbe      |
| -  | Turchia (bandiera)   | C     | Mehmet Yozgatlı  |